# Rajd ELPA 2010
Rajd Elpa 2010 (34. Elpa Rally) – 34 edycja rajdu samochodowego Rajd Elpa rozgrywanego w Grecji. Rozgrywany był od 1 do 3 października 2010 roku. Była to dziewiąta runda Rajdowych Mistrzostw Europy w roku 2010 oraz szósta runda Rajdowych Mistrzostw Grecji. Składał się z 12 odcinków specjalnych.

## Klasyfikacja rajdu
| Miejsce | Miejsce | Miejsce | Kierowca                   | Pilot                 | Samochód                 | Czas      | Strata     |
| Gen.    | GRE     | ERC     | Kierowca                   | Pilot                 | Samochód                 | Czas      | Strata     |
| ------- | ------- | ------- | -------------------------- | --------------------- | ------------------------ | --------- | ---------- |
| 1.      | 1.      |         | Armodios Vovos             | Loris Meletopoulos    | Mitsubishi Lancer Evo IX | 3:21:07.1 | 0.0        |
| 2.      |         | 1.      | Jurij Protasow             | Adrian Aftanaziv      | Mitsubishi Lancer Evo IX | 3:25:23.5 | +4:16.4    |
| 3.      |         | 2.      | Antonín Tlusťák            | Jan Škaloud           | Škoda Fabia S2000        | 3:30:28.0 | +9:20.9    |
| 4.      | 2.      |         | Dionyssis Spanos           | Sotiris Gotovos       | Subaru Impreza STi N12   | 3:41:56.6 | +20:49.5   |
| 5.      | 3.      |         | Nikolaos Halivelakis       | Eleni Malaktari       | Mitsubishi Lancer Evo IX | 3:43:41.5 | +22:34.4   |
| 6.      |         | 3.      | Jan Černý                  | Pavel Kohout          | Citroën C2 R2 Max        | 3:45:27.0 | +24:19.9   |
| 7.      |         | 4.      | Szymon Ruta                | Sebastian Rozwadowski | Peugeot 207 S2000        | 3:48:16.4 | +27:09.3   |
| 8.      | 4.      |         | Haralambos Gazetas         | George Faskiotis      | Opel Corsa S1600         | 3:52:32.7 | +31:25.6   |
| 9.      | 5.      |         | Konstantinos Papadogeorgos | Apostolos Pallas      | Toyota Yaris             | 4:21:43.8 | +1:00:36.7 |
| 10.     | 6.      |         | Ioannis Giotis             | George Votsis         | Hyundai Accent           | 4:21:45.3 | +1:00:38.2 |